# 腔棘鱼属
腔棘鱼属（学名：Coelacanthus，意为“空心的脊柱”）是一类已灭绝的腔棘鱼，最早出现在二叠纪。它是腔棘鱼类中第一个被命名的属，腔棘鱼目就是以它命名的。

## 描述
它们的外形上与现存的矛尾鱼属相似，但是它们的体型更小，头部也更细长。它们的个体能长到3英尺长，有一个细长的尾叶或辅助的尾叶，有小裂片的鳍，这表明腔棘鱼是是活动于开放水域的掠食者。

## 分布地与发现时间
腔棘鱼属在晚二叠世和早三叠世的欧洲和加拿大的沉积地层中被发现，虽然C.welleri发现于爱荷华州的晚泥盆世（法门阶）地层。它在二叠纪-三叠纪灭绝事件中幸存下来，其中一个物种，班芬斯，是已知的早三叠世。伍德沃德（Woodward，1891）认为 Coelacanthus minor可能属于三叠纪时期的Heptanema属，而Martin和Wenz（1984）认为Coelacanthus lunzensis可能是Garnbergia属的异名。

## 种
- 班夫腔棘鱼 Coelacanthus banffensis Lambe, 1916
- 纤细腔棘鱼 Coelacanthus gracilis Agassiz, 1844,
- 疣鳞腔棘鱼 Coelacanthus granulatus Agassiz, 1836
- 伦茨腔棘鱼 Coelacanthus lunzensis Reis, 1900
- 马达加斯加腔棘鱼 Coelacanthus madagascariensisWoodward, 1910